# فأريات الشكل
فأريات الشكل (الاسم العلمي: Myomorpha) هي تحت رتبة تضم 1137 نوع من القوارض شبيهة الفأريات، ما يقارب ربع أنواع الثدييات. تضم الفأران، الجرذان، اليرابيع و الهامستر.

## التصنيف
- الفأرينات
  - الفأرية
    - الفئران